# НБА в сезоні 2008–2009
Сезон НБА 2008–2009 був 63-ім сезоном в Національній баскетбольній асоціації. Переможцями сезону стали «Лос-Анджелес Лейкерс», які здолали у фінальній серії «Орландо Меджик».

## Регламент змагання
Участь у сезоні брали 30 команд, розподілених між двома конференціями — Східною і Західною, кожна з яких у свою чергу складалася з трьох дивізіонів.
По ходу регулярного сезону кожна з команд-учасниць провела по 82 гри (по 41 грі на власному майданчику і на виїзді). При цьому з командами свого дивізіону проводилося по чотири гри, із шістьома командами з інших дивізіонів своєї конференції — теж по чотири гри, а з рештою чотирма командами своєї конференції — по три. Нарешті команди з різних конференцій проводили між собою по два матчі.
До раунду плей-оф виходили по вісім найкращих команд кожної з конференцій, причому переможці дивізіонів посідали місця угорі турнірної таблиці конференції, навіть при гірших результатах, ніж у команд з інших дивізіонів, які свої дивізіони не виграли. Плей-оф відбувався за олімпійською системою, за якою найкраща команда кожної конференції починала боротьбу проти команди, яка посіла восьме місце у тій же конференції, друга команда конференції — із сьомою, і так далі. В усіх раундах плей-оф переможець кожної пари визначався в серії ігор, яка тривала до чотирьох перемог однієї з команд.
Чемпіони кожної з конференцій, що визначалися на стадії плей-оф, для визначення чемпіона НБА зустрічалися між собою у Фіналі, що складався із серії ігор до чотирьох перемог.

## Регулярний сезон
Регулярний сезон тривав з 28 жовтня 2008 – 16 квітня 2009, найкращий результат по його завершенні мали «Клівленд Кавальєрс».

### Підсумкові таблиці за дивізіонами
| Атлантичний                     | В  | П  | %П   | Відст | Дом   | Гост  | Див  |
| ------------------------------- | -- | -- | ---- | ----- | ----- | ----- | ---- |
| y-«Бостон Селтікс»              | 62 | 20 | .756 | —     | 35–6  | 27–14 | 15–1 |
| x-«Філадельфія Севенті-Сіксерс» | 41 | 41 | .500 | 21    | 24–17 | 17–24 | 6–10 |
| «Нью-Джерсі Нетс»               | 34 | 48 | .415 | 28    | 19–22 | 15–26 | 8–8  |
| «Торонто Репторз»               | 33 | 49 | .402 | 29    | 18–23 | 15–26 | 6–10 |
| «Нью-Йорк Нікс»                 | 32 | 50 | .390 | 30    | 20–21 | 12–29 | 5–11 |

| Центральний            | В  | П  | %П   | Відст | Дом   | Гост  | Див  | GP |
| ---------------------- | -- | -- | ---- | ----- | ----- | ----- | ---- | -- |
| z-«Клівленд Кавальєрс» | 66 | 16 | .805 | —     | 39–2  | 27–14 | 13–3 | 82 |
| x-«Чикаго Буллз»       | 41 | 41 | .500 | 25    | 28–13 | 13–28 | 9–7  | 82 |
| x-«Детройт Пістонс»    | 39 | 43 | .476 | 27    | 21–20 | 18–23 | 7–9  | 82 |
| «Індіана Пейсерз»      | 36 | 46 | .439 | 30    | 25–16 | 11–30 | 7–9  | 82 |
| «Мілвокі Бакс»         | 34 | 48 | .415 | 32    | 22–19 | 12–29 | 4–12 | 82 |

| Південно-Східний    | В  | П  | %П   | Відст | Дом   | Гост  | Див  | GP |
| ------------------- | -- | -- | ---- | ----- | ----- | ----- | ---- | -- |
| y-«Орландо Меджик»  | 59 | 23 | .720 | —     | 32–9  | 27–14 | 14–2 | 82 |
| x-«Атланта Гокс»    | 47 | 35 | .573 | 12    | 31–10 | 16–25 | 11–5 | 82 |
| x-«Маямі Гіт»       | 43 | 39 | .524 | 16    | 28–13 | 15–26 | 9–7  | 82 |
| «Шарлотт Бобкетс»   | 35 | 47 | .427 | 24    | 23–18 | 12–29 | 5–11 | 82 |
| «Вашингтон Візардс» | 19 | 63 | .232 | 40    | 13–28 | 6–35  | 1–15 | 82 |

| Північно-Західний           | В  | П  | %П   | Відст | Дом   | Гост  | Див  | GP |
| --------------------------- | -- | -- | ---- | ----- | ----- | ----- | ---- | -- |
| y–«Денвер Наггетс»          | 54 | 28 | .659 | —     | 33–8  | 21–20 | 12–4 | 82 |
| x–«Портленд Трейл-Блейзерс» | 54 | 28 | .659 | —     | 34–7  | 20–21 | 11–5 | 82 |
| x–«Юта Джаз»                | 48 | 34 | .585 | 6     | 33–8  | 15–26 | 10–6 | 82 |
| «Міннесота Тімбервулвз»     | 24 | 58 | .293 | 30    | 11–30 | 13–28 | 3–13 | 82 |
| «Оклахома-Сіті Тандер»      | 23 | 59 | .280 | 31    | 15–26 | 8–33  | 4–12 | 82 |

| Тихоокеанський           | В  | П  | %П   | Відст | Дом   | Гост  | Див  | GP |
| ------------------------ | -- | -- | ---- | ----- | ----- | ----- | ---- | -- |
| c-«Лос-Анджелес Лейкерс» | 65 | 17 | .793 | —     | 36–5  | 29–12 | 14–2 | 82 |
| «Фінікс Санз»            | 46 | 36 | .561 | 19    | 28–13 | 18–23 | 11–5 | 82 |
| «Голден-Стейт Ворріорс»  | 29 | 53 | .354 | 36    | 21–20 | 8–33  | 6–10 | 82 |
| «Лос-Анджелес Кліпперс»  | 19 | 63 | .232 | 46    | 11–30 | 8–33  | 2–14 | 82 |
| «Сакраменто Кінґс»       | 17 | 65 | .207 | 48    | 11–30 | 6–39  | 7–9  | 82 |

| Південно-Західний      | В  | П  | %П   | Відст | Дом   | Гост  | Див  |
| ---------------------- | -- | -- | ---- | ----- | ----- | ----- | ---- |
| y-«Сан-Антоніо Сперс»  | 54 | 28 | .659 | —     | 28–13 | 26–15 | 10–6 |
| x-«Х'юстон Рокетс»     | 53 | 29 | .646 | 1     | 33–8  | 20–21 | 9–7  |
| x-«Даллас Маверікс»    | 50 | 32 | .610 | 4     | 32–9  | 18–23 | 7–9  |
| x-«Нью-Орлінс Горнетс» | 49 | 33 | .598 | 5     | 28–13 | 21–20 | 9–7  |
| «Мемфіс Ґріззліс»      | 24 | 58 | .284 | 30    | 16–25 | 8–33  | 5–11 |

### Підсумкові таблиці за конференціями
| #  | Східна                          | Східна | Східна | Східна | Східна |
| #  | Команда                         | В      | П      | %П     | Відст  |
| -- | ------------------------------- | ------ | ------ | ------ | ------ |
| 1  | z-«Клівленд Кавальєрс»          | 66     | 16     | .805   | —      |
| 2  | y-«Бостон Селтікс»              | 62     | 20     | .756   | 4      |
| 3  | y-«Орландо Меджик»              | 59     | 23     | .720   | 7      |
| 4  | x-«Атланта Гокс»                | 47     | 35     | .573   | 19     |
| 5  | x-«Маямі Гіт»                   | 43     | 39     | .524   | 23     |
| 6  | x-«Філадельфія Севенті-Сіксерс» | 41     | 41     | .500   | 25     |
| 7  | x-«Чикаго Буллз»                | 41     | 41     | .500   | 25     |
| 8  | x-«Детройт Пістонс»             | 39     | 43     | .476   | 27     |
|    |                                 |        |        |        |        |
| 9  | «Індіана Пейсерз»               | 36     | 46     | .439   | 30     |
| 10 | «Шарлотт Бобкетс»               | 35     | 47     | .427   | 31     |
| 11 | «Нью-Джерсі Нетс»               | 34     | 48     | .415   | 32     |
| 12 | «Мілвокі Бакс»                  | 34     | 48     | .415   | 32     |
| 13 | «Торонто Репторз»               | 33     | 49     | .402   | 33     |
| 14 | «Нью-Йорк Нікс»                 | 32     | 50     | .390   | 34     |
| 15 | «Вашингтон Візардс»             | 19     | 63     | .232   | 47     |

| #  | Західна                     | Західна | Західна | Західна | Західна |
| #  | Команда                     | В       | П       | %П      | Відст   |
| -- | --------------------------- | ------- | ------- | ------- | ------- |
| 1  | c-«Лос-Анджелес Лейкерс»    | 65      | 17      | .793    | —       |
| 2  | y-«Денвер Наггетс»          | 54      | 28      | .659    | 11      |
| 3  | y-«Сан-Антоніо Сперс»       | 54      | 28      | .659    | 11      |
| 4  | x-«Портленд Трейл-Блейзерс» | 54      | 28      | .659    | 11      |
| 5  | x-«Х'юстон Рокетс»          | 53      | 29      | .646    | 12      |
| 6  | x-«Даллас Маверікс»         | 50      | 32      | .610    | 15      |
| 7  | x-«Нью-Орлінс Горнетс»      | 49      | 33      | .598    | 16      |
| 8  | x-«Юта Джаз»                | 48      | 34      | .585    | 17      |
|    |                             |         |         |         |         |
| 9  | «Фінікс Санз»               | 46      | 36      | .561    | 19      |
| 10 | «Голден-Стейт Ворріорс»     | 29      | 53      | .354    | 36      |
| 11 | «Міннесота Тімбервулвз»     | 24      | 58      | .293    | 41      |
| 12 | «Мемфіс Ґріззліс»           | 24      | 58      | .293    | 41      |
| 13 | «Оклахома-Сіті Тандер»      | 23      | 59      | .280    | 42      |
| 14 | «Лос-Анджелес Кліпперс»     | 19      | 63      | .232    | 46      |
| 15 | «Сакраменто Кінґс»          | 17      | 65      | .207    | 48      |

Легенда:
- z – Найкраща команда регулярного сезону НБА
- c – Найкраща команда конференції
- y – Переможець дивізіону
- x – Учасник плей-оф

## Плей-оф
Переможці пар плей-оф позначені жирним. Цифри перед назвою команди відповідають її позиції у підсумковій турнірній таблиці регулярного сезону конференції. Цифри після назви команди відповідають кількості її перемог у відповідному раунді плей-оф. Курсивом позначені команди, які мали перевагу власного майданчику (принаймні потенційно могли провести більшість ігор серії вдома).
|  | Перший раунд        | Перший раунд                  | Перший раунд            |   |                           | Півфінали конференції   | Півфінали конференції | Півфінали конференції |  |    | Фінали конференції      | Фінали конференції | Фінали конференції |  |    | Фінал НБА         | Фінал НБА | Фінал НБА |
|  |                     |                               |                         |   |                           |                         |                       |                       |  |    |                         |                    |                    |  |    |                   |           |           |
|  | E1                  | «Клівленд Кавальєрс»*         | 4                       |   |                           |                         |                       |                       |  |    |                         |                    |                    |  |    |                   |           |           |
|  | E8                  | «Детройт Пістонс»             | 0                       |   |                           |                         |                       |                       |  |    |                         |                    |                    |  |    |                   |           |           |
|  | E8                  | «Детройт Пістонс»             | 0                       |   | E1                        | «Клівленд Кавальєрс»*   | 4                     |                       |  |    |                         |                    |                    |  |    |                   |           |           |
|  |                     |                               |                         |   | E1                        | «Клівленд Кавальєрс»*   | 4                     |                       |  |    |                         |                    |                    |  |    |                   |           |           |
|  |                     | E4                            | «Атланта Гокс»          | 0 |                           |                         |                       |                       |  |    |                         |                    |                    |  |    |                   |           |           |
|  | E4                  | E4                            | «Атланта Гокс»          | 0 | «Атланта Гокс»            | 4                       |                       |                       |  |    |                         |                    |                    |  |    |                   |           |           |
|  | E4                  |                               |                         |   | «Атланта Гокс»            | 4                       |                       |                       |  |    |                         |                    |                    |  |    |                   |           |           |
|  | E5                  | «Маямі Гіт»                   | 3                       |   |                           |                         |                       |                       |  |    |                         |                    |                    |  |    |                   |           |           |
|  | E5                  | «Маямі Гіт»                   | 3                       |   |                           |                         |                       |                       |  | E1 | «Клівленд Кавальєрс»*   | 2                  |                    |  |    |                   |           |           |
|  | Східна конференція  |                               |                         |   |                           |                         |                       |                       |  | E1 | «Клівленд Кавальєрс»*   | 2                  |                    |  |    |                   |           |           |
|  |                     | E3                            | «Орландо Меджик»*       | 4 |                           |                         |                       |                       |  |    |                         |                    |                    |  |    |                   |           |           |
|  | E3                  | E3                            | «Орландо Меджик»*       | 4 | «Орландо Меджик»*         | 4                       |                       |                       |  |    |                         |                    |                    |  |    |                   |           |           |
|  | E3                  |                               |                         |   | «Орландо Меджик»*         | 4                       |                       |                       |  |    |                         |                    |                    |  |    |                   |           |           |
|  | E6                  | «Філадельфія Севенті-Сіксерс» | 2                       |   |                           |                         |                       |                       |  |    |                         |                    |                    |  |    |                   |           |           |
|  | E6                  | «Філадельфія Севенті-Сіксерс» | 2                       |   | E3                        | «Орландо Меджик»*       | 4                     |                       |  |    |                         |                    |                    |  |    |                   |           |           |
|  |                     |                               |                         |   | E3                        | «Орландо Меджик»*       | 4                     |                       |  |    |                         |                    |                    |  |    |                   |           |           |
|  |                     | E2                            | «Бостон Селтікс»*       | 3 |                           |                         |                       |                       |  |    |                         |                    |                    |  |    |                   |           |           |
|  | E2                  | E2                            | «Бостон Селтікс»*       | 3 | «Бостон Селтікс»*         | 4                       |                       |                       |  |    |                         |                    |                    |  |    |                   |           |           |
|  | E2                  |                               |                         |   | «Бостон Селтікс»*         | 4                       |                       |                       |  |    |                         |                    |                    |  |    |                   |           |           |
|  | E7                  | «Чикаго Буллз»                | 3                       |   |                           |                         |                       |                       |  |    |                         |                    |                    |  |    |                   |           |           |
|  | E7                  | «Чикаго Буллз»                | 3                       |   |                           |                         |                       |                       |  |    |                         |                    |                    |  | E3 | «Орландо Меджик»* | 1         |           |
|  |                     |                               |                         |   |                           |                         |                       |                       |  |    |                         |                    |                    |  | E3 | «Орландо Меджик»* | 1         |           |
|  |                     | W1                            | «Лос-Анджелес Лейкерс»* | 4 |                           |                         |                       |                       |  |    |                         |                    |                    |  |    |                   |           |           |
|  | W1                  | W1                            | «Лос-Анджелес Лейкерс»* | 4 | «Лос-Анджелес Лейкерс»*   | 4                       |                       |                       |  |    |                         |                    |                    |  |    |                   |           |           |
|  | W1                  |                               |                         |   | «Лос-Анджелес Лейкерс»*   | 4                       |                       |                       |  |    |                         |                    |                    |  |    |                   |           |           |
|  | W8                  | «Юта Джаз»                    | 1                       |   |                           |                         |                       |                       |  |    |                         |                    |                    |  |    |                   |           |           |
|  | W8                  | «Юта Джаз»                    | 1                       |   | W1                        | «Лос-Анджелес Лейкерс»* | 4                     |                       |  |    |                         |                    |                    |  |    |                   |           |           |
|  |                     |                               |                         |   | W1                        | «Лос-Анджелес Лейкерс»* | 4                     |                       |  |    |                         |                    |                    |  |    |                   |           |           |
|  |                     | W5                            | «Х'юстон Рокетс»        | 3 |                           |                         |                       |                       |  |    |                         |                    |                    |  |    |                   |           |           |
|  | W4                  | W5                            | «Х'юстон Рокетс»        | 3 | «Портленд Трейл-Блейзерс» | 2                       |                       |                       |  |    |                         |                    |                    |  |    |                   |           |           |
|  | W4                  |                               |                         |   | «Портленд Трейл-Блейзерс» | 2                       |                       |                       |  |    |                         |                    |                    |  |    |                   |           |           |
|  | W5                  | «Х'юстон Рокетс»              | 4                       |   |                           |                         |                       |                       |  |    |                         |                    |                    |  |    |                   |           |           |
|  | W5                  | «Х'юстон Рокетс»              | 4                       |   |                           |                         |                       |                       |  | W1 | «Лос-Анджелес Лейкерс»* | 4                  |                    |  |    |                   |           |           |
|  | Західна конференція |                               |                         |   |                           |                         |                       |                       |  | W1 | «Лос-Анджелес Лейкерс»* | 4                  |                    |  |    |                   |           |           |
|  |                     | W2                            | «Денвер Наггетс»*       | 2 |                           |                         |                       |                       |  |    |                         |                    |                    |  |    |                   |           |           |
|  | W3                  | W2                            | «Денвер Наггетс»*       | 2 | «Сан-Антоніо Сперс»*      | 1                       |                       |                       |  |    |                         |                    |                    |  |    |                   |           |           |
|  | W3                  |                               |                         |   | «Сан-Антоніо Сперс»*      | 1                       |                       |                       |  |    |                         |                    |                    |  |    |                   |           |           |
|  | W6                  | «Даллас Маверікс»             | 4                       |   |                           |                         |                       |                       |  |    |                         |                    |                    |  |    |                   |           |           |
|  | W6                  | «Даллас Маверікс»             | 4                       |   | W6                        | «Даллас Маверікс»       | 1                     |                       |  |    |                         |                    |                    |  |    |                   |           |           |
|  |                     |                               |                         |   | W6                        | «Даллас Маверікс»       | 1                     |                       |  |    |                         |                    |                    |  |    |                   |           |           |
|  |                     | W2                            | «Денвер Наггетс»*       | 4 |                           |                         |                       |                       |  |    |                         |                    |                    |  |    |                   |           |           |
|  | W2                  | W2                            | «Денвер Наггетс»*       | 4 | «Денвер Наггетс»*         | 4                       |                       |                       |  |    |                         |                    |                    |  |    |                   |           |           |
|  | W2                  |                               |                         |   | «Денвер Наггетс»*         | 4                       |                       |                       |  |    |                         |                    |                    |  |    |                   |           |           |
|  | W7                  | «Нью-Орлінс Горнетс»          | 1                       |   |                           |                         |                       |                       |  |    |                         |                    |                    |  |    |                   |           |           |

* — переможці дивізіонів.

## Лідери сезону за статистичними показниками
| Показник                  | Гравець        | Команда                 | Результат |
| ------------------------- | -------------- | ----------------------- | --------- |
| Очки за гру               | Двейн Вейд     | «Маямі Гіт»             | 30.2      |
| Підбирання за гру         | Двайт Говард   | «Орландо Меджик»        | 13.8      |
| Передачі за гру           | Кріс Пол       | «Нью-Орлінс Горнетс»    | 11.0      |
| Перехоплення за гру       | Кріс Пол       | «Нью-Орлінс Горнетс»    | 2.77      |
| Блокування за гру         | Двайт Говард   | «Орландо Меджик»        | 2.92      |
| % влучань з гри           | Шакіл О'Ніл    | «Фінікс Санз»           | .609      |
| % влучань 3-очкових       | Ентоні Морроу  | «Голден-Стейт Ворріорс» | .467      |
| % влучань штрафних кидків | Хосе Кальдерон | «Торонто Репторз»       | .981      |

## Нагороди НБА

### Щорічні нагороди
- Найцінніший гравець: Леброн Джеймс, «Клівленд Кавальєрс»[1][2]
- Найкращий захисний гравець: Двайт Говард, «Орландо Меджик»[3]
- Новачок року: Деррік Роуз, «Чикаго Буллз»[4]
- Найкращий шостий гравець: Джейсон Террі, «Даллас Маверікс»[5]
- Найбільш прогресуючий гравець: Денні Гренджер, «Індіана Пейсерз»[6]
- Тренер року: Майк Браун, «Клівленд Кавальєрс»[7]
- Менеджер року: Марк Воркетьєн, «Денвер Наггетс»[8]
- Приз за спортивну поведінку: Чонсі Біллапс, «Денвер Наггетс»[9]
- Нагорода Дж. Волтера Кеннеді: Дікембе Мутомбо, «Х'юстон Рокетс»[10]

| - Перша збірна всіх зірок: - F Леброн Джеймс – «Клівленд Кавальєрс» - F Дірк Новіцкі – «Даллас Маверікс» - C Двайт Говард – «Орландо Меджик» - G Кобі Браянт – «Лос-Анджелес Лейкерс» - G Двейн Вейд – «Маямі Гіт» | - Друга збірна всіх зірок: - F Тім Данкан – «Сан-Антоніо Сперс» - F Пол Пірс – «Бостон Селтікс» - C Яо Мін – «Х'юстон Рокетс» - G Кріс Пол – «Нью-Орлінс Горнетс» - G Брендон Рой – «Портленд Трейл-Блейзерс» | - Третя збірна всіх зірок: - F Кармело Ентоні – «Денвер Наггетс» - F Пау Газоль – «Лос-Анджелес Лейкерс» - C Шакіл О'Ніл – «Фінікс Санз» - G Тоні Паркер – «Сан-Антоніо Сперс» - G Чонсі Біллапс – «Денвер Наггетс» |

| - Перша збірна всіх зірок захисту: - Двайт Говард – «Орландо Меджик» - Кобі Браянт – «Лос-Анджелес Лейкерс» - Леброн Джеймс – «Клівленд Кавальєрс» - Кріс Пол – «Нью-Орлінс Горнетс» - Кевін Гарнетт – «Бостон Селтікс» | - Друга збірна всіх зірок захисту: - Тім Данкан – «Сан-Антоніо Сперс» - Двейн Вейд – «Маямі Гіт» - Раджон Рондо – «Бостон Селтікс» - Шейн Батьєр – «Х'юстон Рокетс» - Рон Артест – «Х'юстон Рокетс» |

| - Перша збірна новачків: - Деррік Роуз – «Чикаго Буллз» - Оу Джей Майо – «Мемфіс Ґріззліс» - Рассел Вестбрук – «Оклахома-Сіті Тандер» - Брук Лопес – «Нью-Джерсі Нетс» - Майкл Бізлі – «Маямі Гіт» | - Друга збірна новачків: - Ерік Гордон – «Лос-Анджелес Кліпперс» - Кевін Лав – «Міннесота Тімбервулвз» - Маріо Чалмерс – «Маямі Гіт» - Марк Газоль – «Мемфіс Ґріззліс» - Ді Джей Огастін – «Шарлотт Бобкетс» (розділили) - Руді Фернандес – «Портленд Трейл-Блейзерс» (розділили) |

### Гравець тижня
| Тиждень                     | Східна конференція                         | Західна конференція                           | Прим. |
| --------------------------- | ------------------------------------------ | --------------------------------------------- | ----- |
| 28 жовтня – 2 листопада     | Кріс Бош («Торонто Репторз») (1/1)         | Кріс Пол («Нью-Орлінс Горнетс») (1/4)         |       |
| 3 листопада – 9 листопада   | Леброн Джеймс («Клівленд Кавальєрс») (1/7) | Амаре Стадемаєр («Фінікс Санз») (1/1)         |       |
| 10 листопада – 16 листопада | Леброн Джеймс («Клівленд Кавальєрс») (2/7) | Чонсі Біллапс («Денвер Наггетс») (1/1)        |       |
| 17 листопада – 23 листопада | Двейн Вейд («Маямі Гіт») (1/3)             | Дірк Новіцкі («Даллас Маверікс») (1/2)        |       |
| 24 листопада – 30 листопада | Девін Гарріс («Нью-Джерсі Нетс») (1/2)     | Брендон Рой («Портленд Трейл-Блейзерс») (1/2) |       |
| 1 грудня – 7 грудня         | Двейн Вейд («Маямі Гіт») (2/3)             | Дірк Новіцкі («Даллас Маверікс») (2/2)        |       |
| 8 грудня – 14 грудня        | Ал Гаррінгтон («Нью-Йорк Нікс») (1/1)      | Тім Данкан («Сан-Антоніо Сперс») (1/1)        |       |
| 15 грудня – 21 грудня       | Джамір Нельсон («Орландо Меджик») (1/2)    | Кріс Пол («Нью-Орлінс Горнетс») (2/4)         |       |
| 22 грудня – 28 грудня       | Леброн Джеймс («Клівленд Кавальєрс») (3/7) | Кобі Браянт («Лос-Анджелес Лейкерс») (1/3)    |       |
| 29 грудня – 4 січня         | Родні Стакі («Детройт Пістонс») (1/1)      | Ел Джефферсон («Міннесота Тімбервулвз») (1/1) |       |
| 5 січня – 11 січня          | Двайт Говард («Орландо Меджик») (1/4)      | Кобі Браянт («Лос-Анджелес Лейкерс») (2/3)    |       |
| 12 січня – 18 січня         | Джамір Нельсон («Орландо Меджик») (2/2)    | Кріс Пол («Нью-Орлінс Горнетс») (3/4)         |       |
| 19 січня – 25 січня         | Леброн Джеймс («Клівленд Кавальєрс») (4/7) | Ендрю Байнум («Лос-Анджелес Лейкерс») (1/1)   |       |
| 26 січня – 1 лютого         | Девід Лі («Нью-Йорк Нікс») (1/1)           | Тоні Паркер («Сан-Антоніо Сперс») (1/2)       |       |
| 2 лютого – 8 лютого         | Леброн Джеймс («Клівленд Кавальєрс») (5/7) | Пау Газоль («Лос-Анджелес Лейкерс») (1/2)     |       |
| 18 лютого – 23 лютого       | Двайт Говард («Орландо Меджик») (2/4)      | Пау Газоль («Лос-Анджелес Лейкерс») (2/2)     |       |
| 24 лютого – 1 березня       | Девін Гарріс («Нью-Джерсі Нетс») (2/2)     | Девід Вест («Нью-Орлінс Горнетс») (1/1)       |       |
| 2 березня – 8 березня       | Двейн Вейд («Маямі Гіт») (3/3)             | Дерон Вільямс («Юта Джаз») (1/1)              |       |
| 9 березня – 15 березня      | Леброн Джеймс («Клівленд Кавальєрс») (6/7) | Кобі Браянт («Лос-Анджелес Лейкерс») (3/3)    |       |
| 16 березня – 22 березня     | Леброн Джеймс («Клівленд Кавальєрс») (7/7) | Кріс Пол («Нью-Орлінс Горнетс») (4/4)         |       |
| 23 березня – 29 березня     | Двайт Говард («Орландо Меджик») (3/4)      | Тоні Паркер («Сан-Антоніо Сперс») (2/2)       |       |
| 30 березня – 5 квітня       | Двайт Говард («Орландо Меджик») (4/4)      | Джейсон Кідд («Даллас Маверікс») (1/1)        |       |
| 6 квітня – 12 квітня        | Бен Гордон («Чикаго Буллз») (1/1)          | Брендон Рой («Портленд Трейл-Блейзерс») (2/2) |       |

### Гравець місяця
| Місяць             | Східна конференція                         | Західна конференція                        | Прим. |
| ------------------ | ------------------------------------------ | ------------------------------------------ | ----- |
| жовтень – листопад | Леброн Джеймс («Клівленд Кавальєрс») (1/4) | Кріс Пол («Нью-Орлінс Горнетс») (1/2)      |       |
| грудень            | Двейн Вейд («Маямі Гіт») (1/2)             | Кобі Браянт («Лос-Анджелес Лейкерс») (1/2) |       |
| січень             | Леброн Джеймс («Клівленд Кавальєрс») (2/4) | Кобі Браянт («Лос-Анджелес Лейкерс») (2/2) |       |
| лютий              | Двейн Вейд («Маямі Гіт») (2/2)             | Пау Газоль («Лос-Анджелес Лейкерс») (1/1)  |       |
| березень           | Леброн Джеймс («Клівленд Кавальєрс») (3/4) | Кріс Пол («Нью-Орлінс Горнетс») (2/2)      |       |
| квітень            | Леброн Джеймс («Клівленд Кавальєрс») (4/4) | Дірк Новіцкі («Даллас Маверікс») (1/1)     |       |

### Новачок місяця
| Місяць             | Східна конференція                   | Західна конференція                            | Прим.         |
| ------------------ | ------------------------------------ | ---------------------------------------------- | ------------- |
| жовтень – листопад | Деррік Роуз («Чикаго Буллз») (1/3)   | Оу Джей («Мемфіс Ґріззліс») (1/2)              | [ 14 ]        |
| грудень            | Деррік Роуз («Чикаго Буллз») (2/3)   | Рассел Вестбрук («Оклахома-Сіті Тандер») (1/2) | [ 15 ]        |
| січень             | Брук Лопес («Нью-Джерсі Нетс») (1/2) | Ерік Гордон («Лос-Анджелес Кліпперс») (1/1)    | [ 16 ]        |
| лютий              | Брук Лопес («Нью-Джерсі Нетс») (2/2) | Рассел Вестбрук («Оклахома-Сіті Тандер») (2/2) | [ 17 ]        |
| березень           | Деррік Роуз («Чикаго Буллз») (3/3)   | Кевін Лав («Міннесота Тімбервулвз») (1/1)      | [ 18 ]        |
| квітень            | Майкл Бізлі («Маямі Гіт») (1/1)      | Оу Джей («Мемфіс Ґріззліс») (2/2)              | [ 19 ] [ 20 ] |

### Тренер місяця
| Місяць             | Східна конференція                      | Західна конференція                              | Прим. |
| ------------------ | --------------------------------------- | ------------------------------------------------ | ----- |
| жовтень – листопад | Док Ріверс («Бостон Селтікс») (1/2)     | Філ Джексон («Лос-Анджелес Лейкерс») (1/1)       |       |
| грудень            | Майк Браун («Клівленд Кавальєрс») (1/3) | Байрон Скотт («Нью-Орлінс Горнетс») (1/1)        |       |
| січень             | Стен Ван Ганді («Орландо Меджик») (1/1) | Кевін Макейл («Міннесота Тімбервулвз») (1/1)     |       |
| лютий              | Майк Браун («Клівленд Кавальєрс») (2/3) | Джеррі Слоан («Юта Джаз») (1/1)                  |       |
| березень           | Майк Браун («Клівленд Кавальєрс») (3/3) | Рік Аделмен («Х'юстон Рокетс») (1/1)             |       |
| квітень            | Док Ріверс («Бостон Селтікс») (2/2)     | Нейт Макміллан («Портленд Трейл-Блейзерс») (1/1) |       |